# George Koltanowski
George Koltanowski (Anvers, 17 de setembre de 1903 - San Francisco, 5 de febrer de 2000), fou un jugador d'escacs i periodista belga, posteriorment nacionalitzat estatunidenc.

## Resultats destacats en competició
Va aprendre a jugar als escacs a l'edat de 14 anys, i es va convertir en l'indiscutible millor jugador de Bèlgica després de la mort d'Edgard Colle el 1932. Fou quatre cops Campió de Bèlgica, els anys 1923, 1927, 1930 i 1936.
La seva carrera internacional es va iniciar realment a l'edat de 21 anys en participar en el fort torneig de Merano, on es va enfrontar, entre d'altres, a Siegbert Tarrasch. D'entre els seus molts èxits, en destaca especialment una medalla d'or per equips, a l'Olimpíada de Hèlsinki de 1952, on hi participava amb l'equip dels Estats Units. Anteriorment havia representat Bèlgica a les Olimpíades d'escacs de 1927 i de 1928.
És especialment conegut per la seva destresa en exhibicions de simultànies: el 1937 va jugar 34 partides simultànies amb els ulls embenats, guanyant-ne 24 i perdent-ne només 10, en un temps de 13 hores i 30 minuts. El 1949 va assolir el rècord mundial del moment de partides simultànies, en enfrontar-se a 271 jugadors.